# C̈
Cette page contient des caractères spéciaux ou non latins. S’ils s’affichent mal (▯, ?, etc.), consultez la page d’aide Unicode.
C̈ (minuscule : c̈), appelé C tréma, est une lettre additionnelle formée d'un C diacrité par un tréma suscrit. Elle est utilisée dans l’écriture du chipaya. Il est aussi utilisé dans le digramme ‹ c̈h › en yanesha. Elle est aussi utilisée dans la romanisation du cyrillique ISO 9 pour translittérer le tché tréma ‹ Ӵ, ӵ ›.

## Représentations informatiques
Le C tréma peut être représentée avec les caractères Unicode suivants :
- décomposé (latin de base, diacritiques)[1],[2] :

| formes    | représentations | chaînes de caractères | points de code | descriptions                                |
| --------- | --------------- | --------------------- | -------------- | ------------------------------------------- |
| capitale  | C̈               | C◌̈                    | U+0043 U+0308  | lettre majuscule latine c diacritique tréma |
| minuscule | c̈               | c◌̈                    | U+0063 U+0308  | lettre minuscule latine c diacritique tréma |